# Philophylla fossata
Philophylla fossata
 es una especie de insecto del género Philophylla de la familia Tephritidae del orden Diptera. 
Fabricius la describió científicamente por primera vez en el año 1805.